# 島田裕巳
島田 裕巳（しまだ ひろみ、1953年（昭和28年）11月8日 - ）は、日本の宗教学者、作家、劇作家、東京女子大学非常勤講師、NPO法人葬送の自由をすすめる会会長。
放送教育開発センター（現メディア教育開発センター）助教授、日本女子大学教授、東京大学先端科学技術研究センター特任研究員を歴任。

## 来歴
東京都出身。都立西高校の同期に金田一秀穂がいた。1976年（昭和51年）東京大学文学部宗教学宗教史学専修課程卒業。同大学大学院人文科学研究科修士課程修了、1984年（昭和59年）、同博士課程満期退学（宗教学専攻）。宗教学者・柳川啓一の影響を強く受け、とくに通過儀礼（イニシエーション）の観点での宗教現象の分析に関心をもち、専門課程で宗教学を専攻することを決意する。当時の柳川ゼミでは、調査者であることを明かさずに宗教団体に参加して調査するという「もぐり込み」手法が盛んに行われており、島田は農業ユートピアの実現を目指す「山岸会」（幸福会ヤマギシ会）を研究対象に選んで参加。逆にその理想に強く感化され、一時は山岸会の一員として生きることを決意するが、そこでの暮らしに窮屈さを覚えるようになって離脱する。この体験を自分なりに考察し、一人の宗教学者になっていった。
放送教育開発センター助教授、日本女子大学助教授を経て1995年（平成7年）に教授に昇任したが、同年11月に退職した。
2005年（平成17年）10月から2008年（平成20年）3月31日まで東京大学先端科学技術研究センター特任研究員（政治学・御厨貴研究室所属）。2006年（平成18年）4月より中央大学法学部兼任講師。2008年（平成20年）4月より東京大学先端科学技術センター客員研究員。2013年（平成25年）4月より東京女子大学現代教養学部人文学科非常勤講師。また約20年にわたって、生まれ順と相性についての研究をしている。作家の稲垣真美は義理の叔父。

## 葬式不要論
NPO法人葬送の自由をすすめる会会長。2010年に発売した『葬式は、要らない』 （幻冬舎新書）はベストセラーとなった。
家族が死亡した際、火葬場で火葬した遺体の遺骨をいっさい引き取らずに火葬場側に遺骨の処理を任せ、葬儀も行わず墓も作らないことを「ゼロ葬」と呼び提唱している。
これに対し、佐藤葬祭の佐藤信顕は2017年05月31日に公開した動画で「「葬式はいらない」の中でデータ捏造をしちゃっている」「それは学者としてアウト」、「つめてーなこの人」、「本人は葬式は要らないと出版したにもかかわらず葬儀に参列する」、「人を弔いたいというのは人として根源的な愛情の部分、できる範囲で思いやりをもって接しましょうというお弔いの基本的な部分がめちゃくちゃにされている」「それを嘘によってめちゃくちゃにされている、訳の分からないによってめちゃくちゃにされていると言わざるを得ない」と批判した。

## オウム事件との関わり
島田はオウム真理教（現アレフ、ひかりの輪）は本物の修行型宗教であると評価し、地下鉄サリン事件発生後も、オウムがサリンプラントの区画を隠蔽するために設置した大仏レリーフを背景に撮った自らの写真を示して、一連のオウム真理教事件へのオウムの関与を否定する発言をマスメディアに発表し、警察の強制捜査を批判するなどして擁護した。しかしこれらの言動により、批判や中傷を受けることとなった。

### 1990年7月別冊宝島114号
1990年（平成２年）7月刊行『別冊宝島』114号に掲載された「オウム真理教はディズニーランドである」で、初めてオウム真理教について言及した。

### 1991年9月『週刊朝日』
『週刊朝日』1991年（平成３年）10月11日号に「平成の『宗論』を読む」を寄稿。「オウム真理教は仏典の研究や修行に打ち込み、仏教の伝統を正しく受け継いでいる真摯な教団である。オウムは必ず、仏典に立ち返って、自分たちの教えを説いている。オウムは最初はヨーガから始まったが、その後は、仏教の本来のスタイルに近づいている。日本の仏教は世俗化しているためにオウムが特異な集団に見えるが、むしろ仏教の伝統を正しく受け継いでいる。パーリ語の仏典を訳したりして、勉強している点も、それを裏づけている」とオウム真理教を評価した。

### 1991年気象大学校の文化祭講師
島田は1991年（平成3年）の気象大学校の文化祭に講師として招かれた際、わざわざ麻原を呼んで対談する企画に変更し「私なりに納得できるところがあったんですね」などと発言、この対談はオウム出版発行の本に収められ、教学と布教に利用された 。

### 1992年教え子の家族との関わり
1992年（平成4年）に教え子の家族とオウム真理教との間に起こったトラブルに遭遇。後に「オウムの犯罪行為が明らかになった今日の現状から考えれば、より積極的に対処すべきだったかもしれない」と著書の中で述懐している。

### 著書『いま宗教に何が起こっているのか』
講談社刊の著書『いま宗教に何が起こっているのか』で、「私たちは、オウム真理教の奇妙な行動にふれるたびに、その裏になにかが隠されていると考えてしまいがちだが、かれらの行動や主張はむしろ文字通りに受け取るべきではないだろうか」と擁護した。
このような姿勢についてジャーナリストの江川紹子が自宅を訪ねてインタビューしたところ、第一声は「オウムに興味ないもん」であった。江川紹子は「自分の発言の重みをどう考えているのか」と書いている。
また、「教団とは信頼関係はないが、麻原との個人的関係はある。僕も悪い奴だとは思っていない。彼は夢想家。それにすがる人が出てきたので拡大した。（問題とされる点はあるが）麻原は関与してないと思う。彼の考えている通りに信者がやっているかというと、それは違う」と語った。これに対し江川は、「問題があっても、悪いのは教祖の考えを反映できない下々の信者の責任であるというのでは、信者の発想と一緒」「宗教学者としての島田氏の致命傷」「教団の隅から隅までを把握し、自分の意思を反映させなければ気が済まない麻原教祖の性格、教団の最も重要な特徴を見誤っている」と書いている。
「オウムは半分僕を利用している」と分かっていながらオウム擁護の意図については「別にそういうことはない」「彼らはそう言っている、彼らはそう考えている、と書いているだけ」と主張した。江川は「これではオウムのPRに利用されるだけ」と書いている。

### 『宝島30』1995年3月号
松本サリン事件がオウム真理教による疑惑との報道が始まった1995年（平成7年）1月25日、第7サティアンを単独取材し『宝島30』1995年3月号にレポートを発表した 。
まずオウム顧問弁護士の青山吉伸にインタビューし、その後1994年（平成6年）の悪臭騒ぎが起きた場所に近いオウム施設第7サティアン内部を「取材」し、オウムに求められるまま「『いかにも神聖な宗教施設』という印象なのである」「結局のところ、オウム真理教は、この四年間のあいだに、より宗教教団らしい集団に発展してきたことになる」「これから、オウム真理教という特殊な宗教集団は、どういった方向に進み、また社会とどのような関係を結んでいくことになるのだろうか。サリンとのかかわりよりも、重要なのはそういった点であるのかもしれない」と書いている。後の強制捜査で発覚することになるが、第7サティアンは発泡スチロール製のシヴァ神像で偽装されたサリンプラントであった 。
これに対し江川は「私の目にも、オウムの変化は見える。ただ、それは島田氏とはまったく別の意味でだ。この団体は以前にも増して、お布施や信者集めに熱心になり、その手段もより大胆に荒っぽくなってきている。このような変化には島田はほとんど目を向けず、オウム側の説明を無批判に受け入れている」「（松本サリン事件で7名の人が亡くなりまた多くの人が後遺症で苦しんでいる）サリンの問題は、教団の行く末よりも後回しにされるような些細な問題だろうか」と批判した。
特集の最後に載せた論文『毒ガスと世界最終戦争』では、オウム側の説明を無批判に受け入れ「何か具体的な証拠があるから彼らは疑われるのではなく、最初から疑惑が向けられる構造になっているのである」と書いた。

### 島田裕巳宅爆弾事件
第7サティアンに続き、オウムはさらに島田を利用し、地下鉄サリン事件が反オウムの者による犯行と見せかけるため、地下鉄サリン事件前日の3月19日に島田の（以前住んでいた）マンションに爆弾を仕掛け、起爆させた（島田裕巳宅爆弾事件）。

### 1995年3月22日東京新聞
地下鉄サリン事件が発生し、強制捜査で同施設にサリン製造プラントの存在が明らかになった直後の1995年（平成7年）3月22日、東京新聞に「（第七サティアンについて）私が見た限りでは宗教施設だった。カモフラージュしていれば別だが、そんな感じではなかった」とコメントした。（中略）その閉鎖性については「麻原さんがいればオープンだが、いまの幹部では決断力が劣る」。そして「修行は外部の人には理解できない。土地トラブルなどお布施には利害が絡むので、社会とあつれきを生むのは必然的だ。しかし、教団はゆっくり発展していく」とみる。一連のサリン事件については「オウム側か、国家権力による謀略か分らないが（教団と）何らかの関係はあるようだ」。ただ、強制捜査については「法的にいろいろ問題がある。情報がないのに、怪しい事実があるというだけで捜査したのではないか」と疑問視した。

### 『宝島30』1995年6月号
『「罪深き」私にとってのオウム』を発表。オウム真理教がなぜサリンを製造し、それを使用しなければならなかったのか、その動機についてはまだ見いだせない、としてサリン事件をオウム真理教の仕業であると決め付けてはいけないとの見解を示した。

### 日刊スポーツの名誉毀損
オウム真理教の一連の事件が次々に明るみに出ると、各種のメディアから島田に対する批判や、根拠のない誹謗中傷が相次いだ。『日刊スポーツ』の一面で、島田が同教団から幹部用の教団名ホーリー・ネームを授かっている、学生をオウムの信者に勧誘したとなどと報じられ、大学から休職処分を受け最終的には大学教授の辞職へと追い込まれた。島田は日刊スポーツを名誉毀損で提訴。公判の過程で、日刊スポーツの記事には裏付けが一切取られていないことが明らかとなり、新聞社側に賠償金支払いと謝罪広告の掲載が命じられ、島田の全面勝訴となった。

### その後
東京大学先端科学技術研究センターの御厨貴政治学研究室の特任研究員を経て、2008年（平成20年）4月より同センター客員研究員に就任。著作活動を中心に活動している。

### 『「オウム」は再び現れる』での分析
2018年（平成30年）に出版した自著『「オウム」は再び現れる』では、オウム真理教の信者が麻原の指示を断ったり指示に疑念を抱いたりしなかった理由として「結局それを断るのが面倒だったからではないか」と分析していた。また、オウム真理教が急激に勢力を伸ばした要因として、バブル景気を味方につけ、不動産取引で資金を稼いだことを挙げた。オウム真理教在家信者死亡事件という秘密を教団が持ったことが、教団の秘密が露見しないように殺人で口封じを行うという教団の体質を作ったとも主張した。この著書によると、オウムの一般信者は出家生活において厳格な規制を受けたわけではないといい、村上春樹の著書『約束された場所で―underground 2』から引用した部分によると、ワークで失敗が起こると皆で「カルマが落ちた」と喜ぶなど、一般企業には存在する「一人ひとりの責任」の概念が皆無であったとされる。出家制度についても、ヨガサークル時代に当時の会員が麻原の家に勝手に泊まり込んでいたところから自然発生したものであるという趣旨の分析をしている。

## 著書

### 単著

#### 20世紀
- 『私というメディア』パーソナルメディア 1989年 ISBN 978-4893620514
- 『フィールドとしての宗教体験』法藏館 1989年 ISBN 978-4831871749
- 『いま宗教に何が起こっているのか』講談社 1991年 ISBN 978-4062053983
- 『戒名 なぜ死後に名前を変えるのか』法藏館 1991年 ISBN 978-4831871831
- 『異文化とコミュニケーション オタク国家・日本の危機』日本評論社 1991年 ISBN 978-4535579897
- 『信じやすい心 若者が新々宗教に走る理由』PHP研究所 1992年 ISBN 978-4569537443
- 『仏教は何をしてくれるのか』講談社 1992年 ISBN 978-4062061230
- 『神サマのつごう 終末のフィールドワーク』法藏館 1992年 ISBN 978-4831871992
- 『イニシエーションとしての宗教学』筑摩書房（ちくまライブラリー「私の宗教入門」文庫）1993年 ISBN 978-4480051844
- 『父殺しの精神史』法藏館 1993年 ISBN 978-4831872135
- 『日本という妄想』日本評論社 1994年 ISBN 978-4535560017
- 『宗教家になるには』ぺりかん社 1994年 ISBN 978-4831513779
- 『ローマで王女が知ったこと 映画が描く通過儀礼』筑摩書房 1995年 ISBN 978-4480872524
- 『神と空』海鳴社 1997年 ISBN 978-4875251774
- 『宗教の時代とは何だったのか』講談社 1997年 ISBN 978-4062077927
- 『個室 引きこもりの時代』日本評論社 1997年 ISBN 978-4535560499
- 『戒名無用 死に方を変えてみませんか』メディアワークス 1999年 ISBN 978-4073111603

#### 2001年 - 2010年
- 『オウム―なぜ宗教はテロリズムを生んだのか』トランスビュー、2001年 ISBN 978-4901510004
- 『カルロス・カスタネダ』ちくま学芸文庫（オリジナル）2002年
- 『日本人の神はどこにいるか』ちくま新書 2002年 ISBN 978-4480059512
- 『相性が悪い!』新潮新書 2003年 ISBN 978-4106100437
- 『創価学会』新潮新書 2004年 ISBN 978-4106100727
- 『人を信じるということ』晶文社 2004年 ISBN 978-4794966339
- 『女はすべからく結婚すべし』中公新書ラクレ 2004年 ISBN 978-4121501462
- 『「厄年」はある! 乗り越え方と運を掴むヒント』三五館 2005年 ISBN 978-4883203192
- 『不安を生きる』ちくま新書 2005
- 『会議はモメたほうがいい』中公新書ラクレ 2005
- 『宗教常識の嘘』朝日新聞社 2005 『坊さんは、葬式などあげなかった』朝日文庫 2010
- 『宗教としてのバブル』ソフトバンク新書 2006
- 『オウムと9.11 日本と世界を変えたテロの悲劇』メディア・ポート、2006
- 『創価学会の実力』朝日新聞社 2006
- 『中沢新一批判、あるいは宗教的テロリズムについて』亜紀書房、2007
- 『公明党vs.創価学会』朝日新書、2007
- 『慶應三田会―組織とその全貌』三修社、2007、のちアスキー新書
- 『日本の10大新宗教』幻冬舎新書、2007
- 『だれも知らない『坊っちゃん』』牧野出版、2008
- 『平成宗教20年史』幻冬舎新書、2008
- 『ハリー・ポッター現代の聖書』朝日新聞出版 2008
- 『3種類の日本教 日本人が気づいていない自分の属性』2008 講談社+α新書
- 『新宗教ビジネス』講談社 2008
- 『民族化する創価学会 ユダヤ人の来た道をたどる人々』講談社 2008
- 『無宗教こそ日本人の宗教である』角川oneテーマ21 2009
- 『10の悩みと向き合う 無宗教は人生に答えを出せるのか』大和書房 2009
- 『天理教 神憑りから新宗教へ』八幡書店 2009
- 『最新・新宗教事情 カルト、スピリチュアル、おひとりさま』勉誠出版、2009
- 『ぼくが宗教を読み解くための12のヒント』亜紀書房、2009
- 『究極の東大受験必勝法 アタマがいいだけでは合格できない』土屋書店 2009
- 『教養としての日本宗教事件史』河出ブックス 2009
- 『大人のための友だちのつくり方』ぶんか社 2009
- 『日本宗教美術史』芸術新聞社 2009
- 『金融恐慌とユダヤ・キリスト教』文春新書、2009
- 『葬式は、要らない』幻冬舎新書、2010
- 『浄土真宗はなぜ日本でいちばん多いのか ― 仏教宗派の謎』幻冬舎新書、2010
- 『なぜ人は宗教にハマるのか (14歳の世渡り術)』河出書房新社 2010
- 『無欲のすすめ 無宗教な日本人の生き方』角川oneテーマ21 2010
- 『戒名は、自分で決める』幻冬舎新書 2010
- 『般若心経 262文字のことばの力』日文新書 2010
- 『教養としての世界宗教事件史』河出ブックス 2010
  - 『教養としての宗教事件史』河出文庫、2016（『教養としての日本宗教事件史』との再編集合本）
- 『日本を騒がせた10人の宗教家』静山社文庫 2010
- 『「末っ子男子」のオトし方 第一子・真ん中っ子・末っ子・一人っ子 「生まれ順」で決まる運命のアプローチ術』白夜書房 2010

#### 2011年 - 2020年
- 『人はひとりで死ぬ―「無縁社会」を生きるために』NHK出版新書 2011
- 『知らなかった自分がわかる 「生まれ順」診断BOOK』新潮社 2011
- 『墓は、造らない 新しい「臨終の作法」』大和書房 2011
- 『逃げない生き方』ベスト新書、2011
- 『ブッダはなぜ腹が立たないの』武田ランダムハウスジャパン 2011
- 『世界の宗教がざっくりわかる』新潮新書 2011
- 『聖地にはこんな秘密がある』講談社 2011
- 『神も仏も大好きな日本人』ちくま新書 2011
- 『冠婚葬祭でモメる100の理由』文春新書 2011
- 『人は死ぬから幸福になれる』青志社新書、2012
- 『映画は父を殺すためにある 通過儀礼という見方』筑摩書房 2012年 ISBN 978-4480429407
- 『結社が日本を強くする――AKB48も慶應義塾もみんな結社だ!』宝島社、2012
- 『ほんとうの親鸞』講談社現代新書、2012
- 『オウム真理教事件』トランスビュー 2012
- 『キリスト教入門』扶桑社新書 2012
- 『小説日蓮』東京書籍 2012
- 『浄土真宗はなぜ日本でいちばん多いのか 仏教宗派の謎』幻冬舎新書 2012
- 『宗教はなぜ必要なのか』集英社インターナショナル (知のトレッキング叢書) 2012
- 『ほんとうの仏教入門』（暮しの設計）中央公論新社、2012
- 『神道はなぜ教えがないのか』ベスト新書 2013 のちワニ文庫
- 『脱しきたりのススメ』毎日新聞社、2013
- 『7大企業を動かす宗教哲学 名経営者、戦略の源』角川oneテーマ21 2013
- 『プア充 高収入は、要らない』早川書房 2013
- 『日本人はなぜ富士山を求めるのか 富士講と山岳信仰の原点』徳間ポケット 2013
- 『なぜ八幡神社が日本でいちばん多いのか』幻冬舎新書 2013
  - 副題「～【最強11神社】八幡/天神/稲荷/伊勢/出雲/春日/熊野/祇園/諏訪/白山/住吉の信仰系統～」
- 『島田裕巳の日本仏教史 裏のウラ』佼成出版社 2013 『空海と最澄はどっちが偉いのか? 日本仏教史七つの謎を解く』光文社知恵の森文庫
- 『奇跡の日本仏教 仏教はこうして「日本仏教」になった』詩想社新書 2014
- 『0(ゼロ)葬 あっさり死ぬ』集英社 2014 のち文庫
- 『創価学会と公明党 ふたつの組織は本当に一体なのか』宝島社 2014
- 『比叡山延暦寺はなぜ6大宗派の開祖を生んだのか』ベスト新書 2014
- 『仏像鑑賞入門』新潮新書 2014
- 『靖国神社』幻冬舎新書 2014
- 『予言の日本史』NHK出版新書 2014
- 『奇跡の日本仏教』詩想社新書 2014
- 『あなたの知らない日本の新宗教』洋泉社MOOK 2014
- 『ほんとうの日蓮』中公新書ラクレ 2015
- 『お墓の未来 ～もう「墓守り」で困らない』マイナビ新書 2015
- 『戦後日本の宗教史 天皇制・祖先崇拝・新宗教』筑摩選書 2015
- 『死に方の思想』祥伝社新書 2015
- 『ブッダは実在しない』角川新書、2015
- 『お経のひみつ』光文社新書、2015
- 『宗教学者の父が娘に語る宗教のはなし』牧野出版、2016
- 『「日本人の神」入門 神道の歴史を読み解く』講談社現代新書、2016
- 『島田裕巳の学校では教えてくれない仏教の授業』PHP 2016
- 『スマホが神になる 宗教を圧倒する「情報革命」の力』角川新書 2016
- 『天皇と憲法 皇室典範をどう変えるか』朝日新書 2016
- 『この寺社を見ずに死ねるか』角川新書 2016
- 『殺戮の宗教史』東京堂出版 2016
- 『宗教消滅 資本主義は宗教と心中する』SB新書 2016
- 『なぜ宗教家は日本でいちばん長寿なのか』KADOKAWA 2016
- 『なぞのイスラム教』宝島社新書 2016
- 『「日本人の神」入門 神道の歴史を読み解く』講談社現代新書 2016
- 『日本人の死生観と葬儀』海竜社 2016
- 『もう親を捨てるしかない 介護・葬式・遺産は、要らない』幻冬舎新書 2016
- 『「宗教」のギモン、ぶっちゃけてもいいですか?』実務教育出版 2017
- 『なぜ日本人は神社にもお寺にも行くのか』双葉社 2017
- 『反知性主義と新宗教』イースト新書 2017
- 『人は、老いない』朝日新書 2017
- 『人は死んだらどこに行くのか』青春新書INTELLIGENCE 2017
- 『芸能人と新宗教』イースト新書 2017
- 『空海と最澄はどっちが偉いのか? 日本仏教史七つの謎を解く』光文社知恵の森文庫 2017
- 『天皇は今でも仏教徒である』サンガ新書 2017
- 『『人間革命』の読み方』ベスト新書 2017
- 『日本人の信仰』扶桑社新書 育鵬社, 2017
- 『無宗教でも知っておきたい宗教のことば』朝日新聞出版, 2017
- 『日本の新宗教』角川選書 2017
- 『「オウム」は再び現れる』中公新書ラクレ 2018
- 『ジョン・レノンは、なぜ神を信じなかったのか ロックとキリスト教』イースト新書 2018
- 『葬式格差』幻冬舎新書 2018
- 『京都がなぜいちばんなのか』ちくま新書 2018
- 『AIを信じるか、神(アッラー)を信じるか』祥伝社新書 2018
- 『神社崩壊』新潮新書 2018
- 『親鸞と聖徳太子』角川新書 2018
- 『日本の8大聖地 (光文社知恵の森文庫 2019
- 『ブレない心をつくる「般若心経」の悟り 迷い、悩みを一掃する262文字の驚異の力』(詩想社新書 2019
- 『神社で拍手を打つな! 日本の「しきたり」のウソ・ホント』中公新書ラクレ 2019
- 『二十二社 朝廷が定めた格式ある神社22』幻冬舎新書 2019
- 『教養としての宗教学 通過儀礼を中心に』日本評論社, 2019
- 『神社から読み解く信仰の日本史』 (SBビジュアル新書 SBクリエイティブ, 2019
- 『親が創価学会』イースト新書 2019
- 『教養として学んでおきたい仏教』(マイナビ新書) 2019
- 『宗教別おもてなしマニュアル :イスラム、ヒンズー、ユダヤ教……』中公新書ラクレ 2020
- 『教養としての世界宗教史』宝島社, 2020
- 『安楽な最期の迎え方 超長寿社会で死ねない時代』徳間書店, 2020
- 『大和魂のゆくえ』インターナショナル新書 集英社インターナショナル, 2020
- 『疫病退散 日本の護符ベスト10』サイゾー, 2020
- 『捨てられる宗教 葬式・墓・戒名を捨てた日本人の末路』SB新書 2020
- 『疫病vs神』中公新書ラクレ 2020.9
- 『男の死にざま』育鵬社〈扶桑社新書〉、2020年11月。ISBN 978-4-594-08644-2。
- 『教養として学んでおきたい神社』マイナビ出版〈マイナビ新書〉、2020年12月。ISBN 978-4-8399-7423-7。

#### 2021年 -
- 『人類が生み出した全知全能の存在は神になりうるか？』ビジネス教育出版社、2021年2月。ISBN 978-4-8283-0865-4。
- 『いつまでも親がいる 超長寿時代の新・親子論』光文社〈光文社新書〉、2021年2月。ISBN 978-4-334-04522-7。
- 『日本の宗教と政治 ふたつの「国体」をめぐって』千倉書房、2021年11月5日。ISBN 978-4-8051-1239-7。
- 『無知の死 これを理解すれば「善き死」につながる』小学館新書 2021.10
- 『宗教は嘘だらけ 生きるしんどさを忘れるヒント』朝日新書 2021.6
- 『「ひいき」の構造』幻冬舎新書 2021.7
- 『「墓じまい」で心の荷を下ろす 「無縁墓」社会をどう生きるか』詩想社新書 2021.9
- 『性と宗教』講談社現代新書 2022.1
- 『宗教にはなぜ金が集まるのか』祥伝社新書 2022.10
- 『新宗教驚異の集金力 旧統一教会は今でもパワーがあるのか』ビジネス社, 2022.10
- 『宗教の地政学』 (MdN新書 エムディエヌコーポレーション, 2022.10
- 『新宗教と政治と金』宝島社新書 2022.10
- 『護符図鑑 悪疫封じから願望成就まで 神頼みは日本古来の意識科学』ビオ・マガジン, 2022.4
- 『教養として学んでおきたい古事記・日本書紀』 (マイナビ新書) 2022.5
- 『宗教対立がわかると「世界史」がかわる』晶文社, 2022.5
- 『日本人の神道 神・祭祀・神社の謎を解く』ちくま新書 2022.6
- 『新宗教と政治と金』宝島社 2022.10
- 『宗教にはなぜ金が集まるのか』祥伝社2022.10
- 『教養としての世界宗教史』宝島社 2023.1
- 『新宗教戦後政争史』朝日新聞出版 2023.2
- 『帝国と宗教』講談社 2023.6
- 『大還暦 人生に年齢の「壁」はない』筑摩書房 2023.9
- 『創価学会』新潮社 2024.1
- 『宗教戦争で世界を読む』マイナビ出版 2024.1
- 『日本の１０大カルト』幻冬舎 2024.4

### 共編著
- 『洗脳体験』二沢雅喜 JICC出版局 1991 のち宝島sugoi文庫
- 『大川隆法の霊言 神理百問百答』米本和広 JICC出版局 1992
- 『女子大学の御利益 賢い女性は女子大へ行こう!』赤塚行雄 ベストセラーズ 1994
- 『日本人は宗教と戦争をどう考えるか』橋爪大三郎 朝日新聞社 2002
- 『池田大作なき後の創価学会:巨大教団が迎える危機の研究』山村明義ほか 宝島社 2007
- 『日本人の「死」はどこにいったのか』山折哲雄共著 2008 朝日新書
- 『資本主義2.0 宗教と経済が融合する時代』水野和夫共著 講談社 2008
- 『「仏陀語録」オリジナル』野町和嘉写真 三五館 2009
- 『下り坂社会を生きる』小幡績共著 宝島社新書、2009
- 『変貌する日本政治―90年代以後「変革の時代」を読みとく』御厨貴編集「第4章 国民政党に脱皮できなかった公明党と創価学会」著 勁草書房 2009年
- 『創価学会 もうひとつのニッポン』矢野絢也共著 講談社 2010
- 『嫉妬深い人ほど成功する』香山リカ共著 宝島社 2012
- 『天皇とは何か』井沢元彦共著 宝島社新書 2013
- 『どうしたらうまくいく？きょうだい子育て』 主婦の友社 2013
- 『特別授業 “死”について話そう』 川口有美子、酒井順子共著 河出書房新社 2013
- 『新・日本人論。』釈徹宗、速水健朗、湯山玲子、大谷能生、松谷創一郎、水道橋博士ら共著 ヴィレッジブックス 2013
- 『世界はこのままイスラーム化するのか』中田考共著 幻冬舎新書 2015
- 『ブッダは実在しないのか?』藤本晃共著 サンガ 2016
- 『葬式に迷う日本人 最期の儀式を考えるヒント』一条真也共著 三五館 2016
- 『宗教と精神科は現代の病を救えるのか?』和田秀樹共著 ベスト新書 2017

### 翻訳
- G.G.レック『トラロクの影のもとに メキシコの村の人生』野草社，1981
- ミルチャ・エリアーデ『世界宗教史 2』柴田史子と共訳 筑摩書房、1991
- エリアーデ『世界宗教史 3』筑摩書房、2000年（いずれものちにちくま学芸文庫）
- 『エリアーデ・オカルト事典』ローレンス・E．サリヴァン編、鶴岡賀雄・奥山倫明共訳 法藏館、2002年
- ロジェ＝ポル・ドロワ『虚無の信仰 西欧はなぜ仏教を怖れたか』田桐正彦共訳 トランスビュー 2002
- トム・ハーパー『キリスト神話 偶像はいかにして作られたか』バジリコ 2007
- フィリップ ウィルキンソン『ビジュアルではじめてわかる宗教 あなたは宗教を「目撃」する!』監修, 翻訳 秋山淑子,高崎恵, 富永和子訳、東京書籍、2015

### 監修
- 『手にとるように宗教がわかる本』かんき出版 2008
- 『手にとるように東洋思想がわかる本』かんき出版 2009
- 『まんがとあらすじで読む聖書』宝島社 2010
- 『聖書の人々完全ビジュアルガイド The Quest For History』カンゼン 2010
- 『現代にっぽん新宗教百科』柏書房、2011
- 『空 幸福のためのエンディング・ノート』文藝春秋 2011
- 『はっきりわかる！ 日本の仏教宗派』 成美堂出版 2013
- 『まんがと図解でわかる 空海と密教』 宝島社 2013
- 『ウチの母が宗教にハマりまして。』 ベストセラーズ 2013
- 『開運の絶景神社 奇跡の瞬間』宝島社 2022
- 『一生に一度は行きたい日本の最強7大神社完全ガイド 古事記、日本書紀に登場』宝島社 2023.9
- 『京都・奈良の寺社100選 願いを叶えるご利益巡り』宝島社 2022.10

### 戯曲
- 「五人の帰れない男たち」
- 「水の味」

## 出演

### テレビ番組
- ナイトジャーナル（NHK総合）
- そこまで言って委員会NP仏教＆神道＆新宗教日本の宗教について考えるSP(読売テレビ、２０２４年８月１８日)

### ウェブ番組
- ビデオニュース・ドットコム（2015年3月21日）
- デモクラシータイムス（YouTube、2017年5月3日）
- ポリタスTV（YouTube、2021年4月13日）